# Francisco Mendes Marecos
Francisco Mendes Marecos (ou Francisco Mendes Marrecos) (Alvito, c. 1580) foi um magistrado e administrador colonial português, desempenhando as funções de desembargador e Ouvidor Geral do Cível na Relação do Estado do Brasil, e procurador da Coroa portuguesa no Brasil.
Era natural de Alvito, no Alentejo, e filho de João Marecos, tendo-se formado em Leis na Universidade de Coimbra por de 1603.
A edição das Ordenações Filipinas, em 1603, por Filipe II de Portugal, preparou o caminho para instalar no Brasil o primeiro Tribunal de Justiça das Américas. Esta teve lugar a 7 de março de 1609, sendo integrado por dez desembargadores, cujo regimento previa que um deles atuaria como Procurador dos Feitos da Coroa, do Fisco e Promotor de Justiça. Este cargo foi exercido inicialmente por Afonso Garcia Tinoco, sendo substituído, em 1620, por Francisco Mendes Marrecos.
Partiu para o Brasil em 1621, acompanhando o novo governador-geral, Diogo de Mendonça Furtado, integrando o segundo grupo de desembargadores do Estado do Brasil, que vinha render o corpo original.
Em 1624, havendo já algum agastamento entre Marecos, que defendia os interesses da Coroa portuguesa, e o bispo da Bahia, D. Marcos Teixeira, que se opunha à criação do novo bispado do Maranhão, aconteceu que o bispo mandasse embarcar para o reino dois portugueses, que viviam amancebados na Bahia. A isto se opôs o procurador Marecos, apoiado por outros membros do tribunal, considerando que o bispo não tinha alçada para tanto. O bispo respondeu lançando a excomunhão sobre Marecos, e recorrendo ao rei, sem sucesso, e ainda causando o estranhamento do monarca ao bispo por este  "haver excomungado o Procurador da Coroa por requerer o direito della, como parte".
O Tribunal da Relação viria a fechar nesse mesmo ano, em consequência das Invasões Holandesas, sendo o seu presidente levado preso para Amesterdão, e os arquivos destruídos. Apenas em 1652 voltaria o Tribunal a reabrir.
Durante o mês de janeiro de 1626, esteve encarregado de fazer as demarcações respeitantes às três léguas ocidentais das terras do Engenho de Sergipe, pertencentes ao Colégio de Santo Antão, da Companhia de Jesus.
Francisco Mendes Marecos casou com Águeda de Brito Coutinho, sendo pais de António da Fonseca de Brito Coutinho, desembargador no Porto, que veio a casar com D. Luísa das Póvoas, natural de Lisboa. Estes foram pais de António das Póvoas de Brito, Fidalgo Cavaleiro da Casa Real, e avós paternos de Manuel das Póvoas, Fidalgo da Casa Real e ouvidor na Sabará. Manuel das Póvoas foi pai de António Manuel das Póvoas Brito Marecos, igualmente Fidalgo da Casa Real e ouvidor na Sabará, do qual viria a nascer o General Póvoas, Álvaro Xavier da Fonseca Coutinho e Póvoas (1773-1852), um dos principais comandantes militares das forças miguelistas durante a Guerra Civil Portuguesa.